# Susanne Severeid
Susanne Severeid (Roseville, 26 december 1955) is een Amerikaans actrice, schrijfster en presentator.

## Levensloop
Severeid groeide op in Los Angeles, waar ze haar carrière begon met modellenwerk en televisiereclame. Ze deed voice-overs voor films, zoals in 1980 voor The Diary of Anne Frank. Ze acteerde in tv-shows en films, o.a. in Howling IV, TJ Hooker, CHiPS, Sledgehammer! en Santa Barbara. Severeid interviewde voor PBS-TV in de documentaire C.A.N.D.L.E.S tweelingen die de experimenten van Josef Mengele in Auschwitz overleefd hadden. Deze special kreeg een Emmy Award.
Ze was in 1977 getrouwd met de schrijver Tonny van Renterghem (1919-2009), en verhuisde in 1990 met hem naar Nederland. Ze doceerde hier onder meer spreken in het openbaar aan de Universiteit van Amsterdam, presenteerde een internationaal nieuwsprogramma voor een grote bank, was dagvoorzitter op conferenties en congressen, acteerde in Zeg 'ns Aaa, vijftig episodes van Goede tijden, slechte tijden (GTST) en voerde een ‘one-woman cabaret show’ op over Marlene Dietrich. Ze was als radioverslaggever verbonden aan de Wereldomroep.
In 2000 verhuisde het echtpaar terug naar de Verenigde Staten. Ze schreef de thriller The Death of Milly Mahoney waarvan in 2009 de Nederlandse vertaling uitkwam (De dood van Milly). Severeid werkte samen met Van Renterghem aan diens memoires, die in april 2010 postuum verschenen onder de titel De laatste huzaar: Verzet zonder kogels.